# Epigynopteryx jacksoni
Epigynopteryx jacksoni là một loài bướm đêm trong họ Geometridae.